# شاگرد (فیلم ۱۹۷۱)
شاگرد (به انگلیسی: The Apprentice) فیلمی محصول سال ۱۹۷۱ و به کارگردانی لری کنت است. در این فیلم بازیگرانی همچون سوزان ساراندون، استیو فیست، کارول لورا و مری اوهارا ایفای نقش کرده‌اند.